# 趙從式
榮安僖王趙從式（1007年—1072年1月1日（熙寧四年十二月初九）），字智闕，祖籍涿郡（今河北省保定市清苑縣），宋朝宗室、秦康惠王趙德芳孫、英國公趙惟憲次子。

## 生平
趙從式最初襲封堂兄弟趙從古的安國公爵，改封舒國公，並任磁州防御使，後來成為泾州观察使。宋神宗即位後，在熙寧元年（1068年）九月封他為安定郡王以奉太祖祀，並授官彰化军节度观察留后，之後曾任職保康軍節度使，到熙寧四年十二月（合1072年）去世，贈職同中書門下平章事，追封榮王，諡安僖；奉祀太祖的安定郡王爵由燕懿王趙德昭曾孫趙世清承襲，而祖父秦王趙德芳則以兒子趙世恩封楚國公奉祀。

## 家族

### 祖父母
- 趙德芳，秦康惠王
- 焦氏

### 父母
- 趙惟憲，英國公

### 妻妾
- 高平郡君高氏，高曰习女[3]

### 子女
- 趙世謨，漢東侯
- 趙世采，譙國公
- 趙世恩，楚國公

## 備註
1. ↑  《文獻通考》以趙世清先襲安定郡王，趙世準在他死後才襲封[9]，《宋史》則指趙世清封會稽郡王，之後趙世準直接襲封安定郡王[10]。